# Москва Медиа
Объединенная редакция московских СМИ «Москва Медиа» — вещательная организация города Москва.

## Основные медийные активы

### Телеканал «Москва 24»
Информационно-познавательный круглосуточный федеральный телеканал. Создан правительством Москвы по инициативе мэра города Москвы Сергея Собянина и президента РФ Владимира Путина. Канал входит в объединённый холдинг московских СМИ «Москва Медиа».
Декларируемая цель телеканала — оперативное информирование телезрителей о ситуации в Москве — от городских событий до информации о пробках на дорогах и прогнозов погоды в различных районах Москвы.

### Телеканал «Москва Доверие»
Информационно-развлекательный московский телеканал. Декларируемой целью канала является желание помочь зрителю адаптироваться к новым реалиям и повысить качество жизни и чувствовать себя комфортно в любом возрасте.

### Радиостанция «Москва FM»
Информационно-развлекательная московская радиостанция. Эфир станции заполняется краткими сводками новостей (каждые 30 минут), а также интерактивными прямыми эфирами. Музыкальный эфир радиостанции заполняется композициями американской и британской музыки, выпущенных не раньше 2007 года. По будням музыкальный эфир не присутствует в некоторых часах вещания, а по выходным - присутствует в полном объёме.

### Радиостанция «Радио Москвы»
Информационно-музыкальная станция для старшего поколения. Вещает на 3 кнопке городской радиосети, а также, с 1 февраля 2025 года, на частоте 105.3 FM

### Радиостанция «Capital FM»
Информационно-музыкальная радиостанция. Вещает в интернете на сайте Capital с 1 декабря 2015 года, сменив на этой частоте радиостанцию Moscow FM. 1 февраля 2025 года заменена на радиостанцию «Радио Москвы», продолжая вещание через интернет. С 1 июля работает в автоматическом режиме.

### Сетевое издание M24.RU
Интернет-площадка. Информация о столичной жизни – новости, видео, фотогалереи, инфографика.

### Агентство городских новостей «Москва»
Новостной проект, является системообразующей частью холдинга, которая предоставляет информацию всем его структурам. АГН «Москва» собирает информацию от собственных корреспондентов и многочисленных источников во всех возможных форматах. В спектр событий, которые освещает агентство, входят как мероприятия и новости общегородского масштаба, так и локальные истории, интересные жителям конкретных районов. Основные продукты АГН «Москва»: новостная лента, фотолента и видеолента, инфографика. Кроме того, агентство имеет свой архив, а также фото- и видеобанки и календарь событий.

### Студия «Голос»
Имиджевая лаборатория «Голос» — учебный центр на базе Москва Медиа.

## История создания
Создание объединённой редакции в августе 2011 года инициировано С. С. Собяниным и связано с масштабными реформами. В рамках этих реформ были закрыты окружные и районные телевизионные студии. 5 сентября 2011 года телеканал «Столица», ставший первым СМИ в холдинге и возглавляемый на тот момент Игорем Шестаковым, преобразован в круглосуточный информационный канал «Москва 24». Вошедший в новый холдинг телеканал «Доверие» также претерпел ребрендинг и стал называться «Москва. Доверие». В рамках холдинга была запущена англоязычная радиостанция Moscow FM (105.2 FM). С 1 февраля 2013 года вещание радиостанции «Говорит Москва» осталось только на третьей кнопке радиотрансляционной сети, а на его эфирной частоте 92.0 FM запущена радиостанция «Москва FM». Для осуществления вышеперечисленных преобразований Москва выкупил у ООО «Бонавентура» 35 % акций ОАО «Городская телевизионная компания „ТВ Столица“» и 65 % акций ОАО «Концерн „Радио-центр“», консолидировав таким образом 100 % акций компании. Общественное российское радио, входившее, помимо станции «Говорит Москва» в концерн «Радио-центр», ликвидировано.